# Clowning Around (película de 1992)
Clowning Around es una película familiar australiana lanzada en 1992. Fue filmada en Perth, Australia Occidental y París , Francia. Se basaba en la novela Clowning Syn de David Martin.

## Descripción
La película fue producida por la compañía de cine independiente Barron Entertainment Films en Australia Occidental y educativas WonderWorks compañía de cine en los Estados Unidos , fue dirigida por George Whaley . Fue distribuido por Australian Broadcasting Corporation en Australia . Ofreció actores australianos como Clayton Williamson, Noni Hazelhurst , Ernie Dingo , Rebecca inteligente , y Jill Perryman, y también contó con el veterano actor de cine estadounidense Van Johnson en su último papel de la película, y el actor francés Jean -Michel Dagory . Esta película también cuenta con tal vez el papel más antigua película de Heath Ledger , que más tarde aparecerá en Blackrock ( 1997 ) con Smart y Candy ( 2006 ) con Hazlehurst . El papel de Ledger apareció en los últimos diez minutos , de los cuales jugó un payaso huérfano que cierra la película mediante la entrega de las líneas finales de la película . Esta serie fue seguido por una secuela dos años después ( Clowning Around 2 , filmada en 1992 )
- Datos: Q1140623